# Malaysia International 1997
Die Malaysia International 1997 im Badminton fanden vom 14. bis zum 16. März 1997 statt.

## Die Sieger und Platzierten
| Disziplin    | Gold                             | Silber                         | Bronze                         |
| ------------ | -------------------------------- | ------------------------------ | ------------------------------ |
| Herreneinzel | Marleve Mainaky                  | G. Herry                       | Sidney Michael                 |
| Herreneinzel | Marleve Mainaky                  | G. Herry                       | Wong Ewee Mun                  |
| Dameneinzel  | Ellen Angelina                   | Zarinah Abdullah               | Olivia                         |
| Dameneinzel  | Ellen Angelina                   | Zarinah Abdullah               | Ishwarii Boopathy              |
| Herrendoppel | Ade Lukas Ade Sutrisna           | Khoo Boo Hock Pang Cheh Chang  | Khoo Kok Kheng Lim Theam Teow  |
| Herrendoppel | Ade Lukas Ade Sutrisna           | Khoo Boo Hock Pang Cheh Chang  | Chan Chong Ming Jeremy Gan     |
| Damendoppel  | Upi Chrisnawati Angeline de Pauw | Anita Yenni                    | Zarinah Abdullah Chin Yen Peng |
| Damendoppel  | Upi Chrisnawati Angeline de Pauw | Anita Yenni                    | Chor Hooi Yee Lim Pek Siah     |
| Mixed        | Rosman Razak Joanne Quay         | Chew Choon Eng Norhasikin Amin | Wahyu Agung Rosalia Anastasia  |
| Mixed        | Rosman Razak Joanne Quay         | Chew Choon Eng Norhasikin Amin | Pang Cheh Chang Lim Pek Siah   |